# Paul Robinson (football, 1979)
Pour les articles homonymes, voir Paul Robinson et Robinson.
Paul William Robinson, né le 15 octobre 1979 à Beverley, est un footballeur international anglais qui évolue au poste de gardien de but.

## Biographie

### En club
Robinson commence sa carrière à Leeds United, où il joue son premier match contre Chelsea. Après 119 matches joués en faveur de Leeds, Tottenham Hotspur l'arrache en mai 2004 pour la somme de 1,5 million £. 
En 2003, le sélectionneur de l'équipe d'Angleterre, Sven-Göran Eriksson, lui fait confiance, et Paul Robinson obtient ainsi sa première sélection contre l'Australie. Il remplace alors David James en tant gardien de but titulaire de l'équipe d'Angleterre en 2004. 
Robinson marque un but de la tête sur un corner pour Leeds United contre Swindon Town lors d'un match de League Cup, ce qui est très rare pour un gardien. Ce but amène les deux équipes à jouer les prolongations; et par la suite, Robinson sauve deux tirs au but. 
Avec Tottenham Hotspur, Robinson marque le but du 2-0 contre Watford (3-1) en Premiership, sur un coup franc de plus de 80 mètres. Il a voulu dégager le ballon le plus loin possible, mais le rebond de ce long coup franc n'a finalement touché personne et a trompé le gardien Ben Foster.
Robinson remporte la League Cup en 2008 avec Tottenham.
Entre 2008 et 2015, il joue pour les Blackburn Rovers. Puis le 26 janvier 2016, il rejoint Burnley.
Au total, il joue plus de 400 matchs dans les deux premières divisions anglaises, et 28 matchs en Coupe d'Europe.
Le 17 juillet 2017, il annonce qu'il met un terme à sa carrière professionnelle.

### International
Il est de 2003 à 2007, le gardien titulaire de l'équipe d'Angleterre, mais en raison de ses bourdes répétitives, Robinson perd sa place de titulaire comme gardien de but en sélection anglaise, qui est reconquise par le vétéran David James.
Il joue son premier match en équipe nationale le 12 février 2003, contre l'Australie. Il reçoit sa dernière sélection le 17 octobre 2007, contre la Russie.
Il participe avec l'équipe d'Angleterre à la Coupe du monde 2006 organisée en Allemagne. Il joue cinq matchs lors du mondial. L'Angleterre est éliminée en quarts de finale par le Portugal aux tirs au but.
Il reçoit un total de 41 sélections en équipe d'Angleterre.

## Palmarès
- Tottenham Hotspur
  - Vainqueur de la League Cup en 2008.